# Římov (Vysočina)
Římov (in tedesco Rzimau) è un comune della Repubblica Ceca facente parte del distretto di Třebíč, nella regione di Vysočina.